# 2019-es vívó-világbajnokság
A 2019-es vívó-világbajnokságot július 15. és 23. között rendezték Budapesten, Magyarországon. Összesen tizenkét versenyszámban avattak világbajnokot. A világbajnokság rendezési jogát a FIE 2016 novemberi, moszkvai kongresszusán kapta meg Budapest Toruń és Tbiliszi előtt. A BOK Sportcsarnokban rendezett eseményen rekordot jelentő 1071 vívó lépett pástra, 118 országból.

## Menetrend
Minden időpont helyi időben (UTC+2).
| Dátum            | Időpont | Versenyszám                     |
| ---------------- | ------- | ------------------------------- |
| 2019. július 15. | 09:00   | Női párbajtőr selejtező         |
| 2019. július 15. | 13:00   | Férfi kard selejtező            |
| 2019. július 16. | 09:00   | Női tőr selejtező               |
| 2019. július 16. | 13:99   | Férfi párbajtőr selejtező       |
| 2019. július 17. | 09:00   | Férfi tőr selejtező             |
| 2019. július 17. | 14:00   | Női kard selejtező              |
| 2019. július 18. | 18:40   | Női párbajtőr                   |
| 2019. július 18. | 18:40   | Férfi kard                      |
| 2019. július 19. | 18:30   | Női tőr                         |
| 2019. július 19. | 18:30   | Férfi párbajtőr                 |
| 2019. július 20. | 09:40   | Női párbajtőrcsapat selejtező   |
| 2019. július 20. | 10:40   | Férfi kardcsapat selejtező      |
| 2019. július 20. | 18:30   | Női kard                        |
| 2019. július 20. | 18:30   | Férfi tőr                       |
| 2019. július 21. | 08:30   | Férfi párbajtőrcsapat selejtező |
| 2019. július 21. | 08:30   | Női tőrcsapat selejtező         |
| 2019. július 21. | 16:00   | Női párbajtőrcsapat             |
| 2019. július 21. | 16:00   | Férfi kardcsapat                |
| 2019. július 22. | 09:40   | Férfi tőrcsapat selejtező       |
| 2019. július 22. | 11:15   | Női kardcsapat selejtező        |
| 2019. július 22. | 16:00   | Női tőrcsapat                   |
| 2019. július 22. | 16:00   | Férfi párbajtőrcsapat           |
| 2019. július 23. | 16:00   | Női kardcsapat                  |
| 2019. július 23. | 16:00   | Férfi tőrcsapat                 |

## Éremtáblázat
*   Magyarország
| Helyezés | Nemzet           | Arany | Ezüst | Bronz | Összesen |
| -------- | ---------------- | ----- | ----- | ----- | -------- |
| 1.       | Oroszország      | 3     | 3     | 1     | 7        |
| 2.       | Franciaország    | 2     | 3     | 0     | 5        |
| 3.       | Dél-Korea        | 2     | 0     | 2     | 4        |
| 4.       | Magyarország     | 1     | 2     | 0     | 3        |
| 5.       | Ukrajna          | 1     | 1     | 2     | 4        |
| 6.       | Kína             | 1     | 1     | 0     | 2        |
| 7.       | Egyesült Államok | 1     | 0     | 1     | 2        |
| 8.       | Brazília         | 1     | 0     | 0     | 1        |
| 9.       | Olaszország      | 0     | 1     | 7     | 8        |
| 10.      | Nagy-Britannia   | 0     | 1     | 0     | 1        |
| 11.      | Görögország      | 0     | 0     | 1     | 1        |
| 11.      | Hongkong         | 0     | 0     | 1     | 1        |
| 11.      | Irán             | 0     | 0     | 1     | 1        |
| 11.      | Románia          | 0     | 0     | 1     | 1        |
| 11.      | Svájc            | 0     | 0     | 1     | 1        |
| Összesen | Összesen         | 12    | 12    | 18    | 42       |

## Érmesek

### Férfiak
| Versenyszám                        | Arany | Ezüst                                                                           | Bronz                                                                           |
| ---------------------------------- | --- | ------------------------------------------------------------------------------- | ------------------------------------------------------------------------------- |
| Tőr egyéni Döntő: július 20.       | Enzo Lefort · Franciaország                                                                                      | Marcus Mepstead · Nagy-Britannia                                                | Szon Jonggi (Son Yong-gi) · Dél-Korea                                           |
| Tőr egyéni Döntő: július 20.       | Enzo Lefort · Franciaország                                                                                      | Marcus Mepstead · Nagy-Britannia                                                | Dmitrij Zserebcsenko · Oroszország                                              |
| Párbajtőr egyéni Döntő: július 19. | Siklósi Gergely · Magyarország                                                                                   | Szergej Bida · Oroszország                                                      | Andrea Santarelli · Olaszország                                                 |
| Párbajtőr egyéni Döntő: július 19. | Siklósi Gergely · Magyarország                                                                                   | Szergej Bida · Oroszország                                                      | Ihor Rejzlin · Ukrajna                                                          |
| Kard egyéni Döntő: július 18.      | O Szanguk (O Sang-uk) · Dél-Korea ·                                                                              | Szatmári András · Magyarország                                                  | Mojtaba Abedini · Irán                                                          |
| Kard egyéni Döntő: július 18.      | O Szanguk (O Sang-uk) · Dél-Korea ·                                                                              | Szatmári András · Magyarország                                                  | Luca Curatoli · Olaszország                                                     |
| Tőr csapat Döntő: július 23.       | Egyesült Államok · Miles Chamley-Watson · Race Imboden · Alexander Massialas · Gerek Meinhardt                   | Franciaország · Erwann Le Péchoux · Enzo Lefort · Julien Mertine · Maxime Pauty | Olaszország · Giorgio Avola · Andrea Cassarà · Alessio Foconi · Daniele Garozzo |
| Párbajtőr csapat Döntő: július 22. | Franciaország · Alexandre Bardenet · Yannick Borel · Ronan Gustin · Daniel Jérent                                | Ukrajna · Anatolij Herej · Bohdan Nyikisin · Ihor Rejzlin · Roman Szvicskar     | Svájc · Max Heinzer · Lucas Malcotti · Michele Niggeler · Benjamin Steffen      |
| Kard csapat Döntő: július 21.      | Dél-Korea · Ha Hanszol (Ha Han-sol) · Kim Dzsunho (Kim Jun-ho ) · Ku Bongil (Gu Bon-gil) · O Szanguk (O Sang-uk) | Magyarország · Decsi Tamás · Gémesi Csanád · Szatmári András · Szilágyi Áron    | Olaszország · Enrico Berrè · Luca Curatoli · Aldo Montano · Luigi Samele        |

### Nők
| Versenyszám                        | Arany | Ezüst                                                                                    | Bronz |
| ---------------------------------- | --- | ---------------------------------------------------------------------------------------- | --- |
| Tőr egyéni Döntő: július 19.       | Inna Gyeriglazova · Oroszország                                                                          | Pauline Ranvier · Franciaország                                                          | Arianna Errigo · Olaszország                                                                                                |
| Tőr egyéni Döntő: július 19.       | Inna Gyeriglazova · Oroszország                                                                          | Pauline Ranvier · Franciaország                                                          | Elisa Di Francisca · Olaszország                                                                                            |
| Párbajtőr egyéni Döntő: július 18. | Nathalie Moellhausen · Brazília                                                                          | Lin Seng (Lin Sheng) · Kína                                                              | Vivian Kong · Hongkong |
| Párbajtőr egyéni Döntő: július 18. | Nathalie Moellhausen · Brazília                                                                          | Lin Seng (Lin Sheng) · Kína                                                              | Olena Krivicka · Ukrajna |
| Kard egyéni Döntő: július 20.      | Olha Harlan · Ukrajna                                                                                    | Szofja Velikaja · Oroszország                                                            | Theodóra Gkuntúra · Görögország                                                                                             |
| Kard egyéni Döntő: július 20.      | Olha Harlan · Ukrajna                                                                                    | Szofja Velikaja · Oroszország                                                            | Bianca Pascu · Románia |
| Tőr csapat Döntő: július 22.       | Oroszország · Inna Gyeriglazova · Anasztaszija Ivanova · Larisza Korobejnyikova · Agyelina Zagidullina   | Olaszország · Elisa Di Francisca · Arianna Errigo · Francesca Palumbo · Alice Volpi      | Egyesült Államok · Jacqueline Dubrovich · Lee Kiefer · Nzingha Prescod · Nicole Ross                                        |
| Párbajtőr csapat Döntő: július 21. | Kína · Csu Ming-je (Zhu Mingye) · Hszü An-csi (Xu Anqi) · Lin Seng (Lin Sheng) · Szun Ji-ven (Sun Yiwen) | Oroszország · Tatyjana Andrjusina · Violetta Hrapina · Violetta Kolobova · Ljubov Sutova | Olaszország · Alice Clerici · Rossella Fiamingo · Federica Isola · Mara Navarria                                            |
| Kard csapat Döntő: július 23.      | Oroszország · Jana Jegorjan · Olga Nyikityina · Szofija Pozdnyakova · Szofja Velikaja                    | Franciaország · Cécilia Berder · Manon Brunet · Charlotte Lembach · Caroline Queroli     | Dél-Korea · Cshö Szujon (Choi Soo-yeon) · Hvang Szona (Hwang Seon-a) · Kim Dzsijon (Kim Ji-yeon) · Jun Dzsiszu (Yoon Ji-su) |